# William Chambers, Joseph Wilton, Joshua Reynolds
Il dipinto coi ritratti degli artisti inglesi settecenteschi William Chambers, Joseph Wilton, Joshua Reynolds è opera del pittore inglese John Francis Rigaud.

## Storia
John Francis Rigaud (Torino, 18 maggio 1742 – Great Packington, 6 dicembre 1810) ritrasse questi tre artisti nell'atto di confrontarsi in merito a un disegno architettonico. Sir William Chambers (Gotemburgo, 27 ottobre 1726 – Londra, 17 febbraio 1796), architetto neoclassico di impostazione palladiana, era di origine scozzese ed era stato precettore, per l'architettura, del Principe di Galles, poi divenuto re Giorgio III. Era noto anche per il suo Trattato sulla decorazione degli edifici civili. Sir Joshua Reynolds (Plympton, 16 luglio 1723 – Londra, 23 febbraio 1792) era uno dei più noti pittori inglesi del tempo. Fu il primo presidente della Royal Academy of Arts ed ebbe la carica di "Primo Pittore di Corte". Sono celebri i suoi Discorsi sull'arte, più volte ripubblicati. Joseph Wilton (Londra, 16 luglio 1722 – Londra, 25 novembre 1803), era uno degli scultori preferiti dall'aristocrazia inglese. Questi tre artisti, nel 1768, erano stati tra i fondatori della Royal Academy of Arts.

## Descrizione
William Chambers (a sinistra) impugna una simbolica squadra, lascia ben in evidenza la decorazione che porta sul petto e che ha ricevuto dal re Giorgio III, poggia il braccio su un compasso e indica un disegno, su un foglio parzialmente arrotolato sul tavolino tondo. Sembra che stia sostenendo il suo punto di vista. Il pittore Joshua Reynolds (a destra) difende la sua tesi, mentre lo scultore Joseph Wilton, in piedi fra i due e con in una mano un martello, simbolo della sua arte, resta in attento e pensoso silenzio, volgendo gli occhi verso Chambers, in segno di approvazione. Con l'altra mano fa un cenno verso il fondo del quadro, dove si scorge un giardino all'inglese, ornato con la statua dell'Apollo del Belvedere. 
Joseph Wilton aveva realizzato, nel 1762, una copia dell'Apollo del Belvedereː proprio quella che si vede sullo sfondo del dipinto. La statua originale, che è conservata in Vaticano, per quegli artisti settecenteschi rappresentava la punta più eccelsa della scultura antica classica. A quel tempo, nel Cortile del Belvedere - prima della costruzione ottocentesca del Braccio Nuovo - la statua di Apollo era circondata da un boschetto di limoni e di aranci e non da cipressi e da altri alberi ad alto fusto, come appare la sua copia, nel dipinto di John Francis Rigaud.

Apollo di Belvedere

Il pittore è attento ai particolari degli abitiː con accuratezza definisce i tondi bottoni delle giacche e le minuscole spille da cravatta, con perlina o con piccola pietra, appuntate tra i merletti. Questi ritratti sono anche una fonte privilegiata, per ricostruire la moda del tempo. Grande espressività nei tratti dei volti, eseguiti con meticolosa preziosità, nelle minime increspature della pelle.
Rigaud dipinse anche, nel 1777, il gruppo gli artisti italiani Francesco Bartolozzi, Agostino Carlini e Giovanni Battista Cipriani.